# Kepler-4b
Kepler-4b ist ein Exoplanet im Sternbild Draco. Er umläuft seinen Zentralstern Kepler-4 mit einer Periode von 3,234 Tagen. Sein Radius und seine Masse entsprechen etwa den Werten des Planeten Neptun. Kepler-4b weist somit ähnliche Eigenschaften wie Gliese 436 b oder HAT-P-11b auf.
Der Exoplanet wurde im Rahmen der Kepler-Mission der NASA mit der Transitmethode entdeckt.